# Тайхан
Тайхан? (иер. 大坑, ютпх. Daai6haang1, кит.-рус. Дакэн, англ. Tai Hang) — гонконгский район, входящий в состав округа Ваньчай. Расположен на северном побережье острова Гонконг. В переводе с китайского название района означает «Большой ров». Тайхан — преимущественно жилой район с высоким достатком.

## История
В 1935 году в районе Тайхан были построены Сад тигрового бальзама и особняк семьи Оу — Хубао. Общественный сад с пагодами, павильонами, статуями и гротами служил для рекламы семейного бизнеса — лекарственной мази «тигровый бальзам», а также для развлечений китайского населения. Со временем сады были видоизменены и уменьшены в результате продажи земли под жилищное строительство.
В 1985 году Сад тигрового бальзама был преобразован в развлекательный парк, в 1998 году весь комплекс садов (Сад тигрового бальзама и частный сад особняка Хубао) купила Cheung Kong Group магната Ли Кашина. В 2002—2004 годах Сад тигрового бальзама был уничтожен, а освободившаяся земля использовалась для строительства жилого комплекса The Legend (особняк как строение, которое находится под защитой государства, был сохранён).

## География
С севера и северо-запада Тайхан граничит с районом Козуэй-Бей, с юга — с районом Хэппи-Вэлли, с востока — с Южным округом. С юга и востока долину Тайхай окружают холмы (район делится на холмистый юг и пологий север). Ранее в районе располагалась популярная достопримечательность — Сад тигрового бальзама (虎豹別墅), но сейчас сохранился только частный сад соседнего особняка Хубао.

## Экономика
Важнейшими секторами экономики района являются розничная торговля, общественное питание (здесь базируется много популярных ресторанов и кафе), обслуживание жилых комплексов и строительство. В районе Тайхан расположено несколько высотных жилых комплексов, в том числе The Legend (четыре 52-этажные башни высотой 155 м каждая), Grand Deco Tower (126 м), Y.I. (122 м), Trafalgar Court (104 м).

## Транспорт
Главной транспортной артерией района является улица Тайхан-роуд. Через район пролегает широкая сеть автобусных маршрутов (в том числе и микроавтобусов). Ведётся строительство скоростного трамвая, открытие которого запланировано на 2016 год.

## Культура и образование
В районе расположены колледж Кунли и протестантская средняя школа для девочек «Истинный свет».
Ежегодно (начиная с 1880 года, когда Тайхан был небольшой деревней крестьян и рыбаков народности хакка) в районе проводится праздник середины осени, который сопровождается грандиозным танцем «тайханского огненного дракона». Праздник прерывался лишь несколько раз — во время японской оккупации Гонконга и массовых беспорядков 1967 года.

## Спорт
В жилых комплексах расположено несколько частных спортклубов и бассейнов.